# Colin Jordan
John Colin Campbell Jordan, född 19 juni 1923 i Birmingham, död 9 april 2009 i Pateley Bridge i North Yorkshire, var en brittisk nynazist och politiker.
Han var länge en ledande gestalt i den engelska högerextremismen. Jordan var gift med Françoise Dior - parfymarvtagerskan - under ett par år på 1960-talet. Har varit involverad i ett flertal partibildningar på den extrema högerkanten i Storbritannien, bland annat National Socialist Movement (senare British Movement) och White Defence League. 